# 小発動艇
小発動艇（しょうはつどうてい）は、1920年代中期から1930年代初期にかけて開発・採用された大日本帝国陸軍の上陸用舟艇。通称は小発（しょうはつ）。また、陸軍の技術協力・資材提供によって小発を運用した海軍においては、十米特型運貨船（じゅうめーとるとくがたうんかせん）の名称が使用されている。

## 概要
第一次世界大戦終戦まもない1920年代、ガリポリ上陸作戦の戦訓・島国であるその地理的条件・在フィリピンのアメリカ軍（極東陸軍）を仮想敵国とする大正12年帝国国防方針によって、帝国陸軍は列強各国以上に上陸戦に対して関心が高かった。その為、軍隊や物資の輸送を担当する陸軍運輸部が中心となり、上陸用舟艇の開発が進められることとなった。
当初は従来使用していた艀の機走化を目指したが演習での使用実績は芳しくなく、新規に兵員専用の小発動艇（小発）及び汎用の大発動艇（大発）の開発に移行した。1925年（大正14年）に開発に着手し、小発は1927年（昭和2年）に制定採用された。
A型からC型までの生産型があり、1931年（昭和6年）登場のC型が量産の中心である。装甲は施されていないが、全鋼製のため一定の防弾性能があり、艇首には機関銃が装備できた。海底の砂や泥と触れても破損しにくいよう、推進機には一般的なプロペラ形状ではなく、螺旋形状のものが採用された。発動機は、当初はガソリンエンジンであったが、後にディーゼルエンジンに換装された。
第二次世界大戦初期までは活躍したが、以降は車両や火砲が積めて汎用性の高い大発が主力上陸用舟艇となり、1943年（昭和18年）には生産中止となっている。ただし、その後も機動艇の搭載用などとして使用が続いている。海軍では松型駆逐艦の装載艇などに用いられた。
派生型としては、前線指揮・連絡用の特種発動艇がある。これは全面的に防弾鋼板を使用して防御力を高めたもので、指揮官が集中攻撃を受けないよう外形は通常型と全く同一である。少なくとも1932年（昭和7年）6月に7隻が建造されたほか、1942年（昭和17年）3月1日時点では14隻配備中・31隻建造中となっている。広東作戦時のバイアス湾上陸では、通常型小発210隻とともに、特種発動艇4隻が実戦参加している。
なお当初、小発動艇などの上陸用舟艇を扱う兵科・兵種は工兵であった。太平洋戦争（大東亜戦争）開戦後の1942年（昭和17年）に船舶運用の専門兵種である船舶兵が誕生すると、そのうちの船舶工兵が主に運用するようになった。

## 諸元
- 全長：10.7m
- 自重：3.5t
- 出力：45hp
- 速力：8～10kt
- 積載量：人員30名、又は貨物3t